# Karel Janáček
Karel Janáček (4. prosince 1915, Havlíčkova Borová – ?, Třebíč) byl český mechanik a voják.

## Biografie
Karel Janáček se narodil v roce 1915 v Havlíčkově Borové, po vyučení se na mechanika pletacích strojů nastoupil do továrny společnosti Baťa v Třebíči v Borovině (někdejší BOPO). V roce 1942 jej společnost vyslala jako instruktora do závodu ve Vernonu ve Francii. Tam se seznámil s francouzskými odbojáři a po prověření vstoupil do odbojové organizace Francouzské vnitřní síly, účastnil se nočních hlídek a zprostředkovával bezpečné ukrytí pro spojenecké vojáky. V dubnu roku 1944 se dostal do partyzánského oddílu, kde hlídal mosty přes Seinu a následně likvidoval spolu s kolegy zbytky německé armády.
Ve Francii si našel manželku, oženil se a v září roku 1945 se vrátil do Československa. Tam pak nadále pracoval jako mistr v punčochárenském závodě v Třebíči.